# 山坡球蛛
山坡球蛛（学名：Theridion clivalum）为球蛛科球蛛属的动物。在中国大陆，分布于海南等地，常见于山坡草丛中。该物种的模式产地在海南尖峰岭。